# Ердманн фон Утманн
Франц Ердманн Конрад фон Утманн (нім. Franz Erdmann Konrad von Uthmann; 30 березня 1790, маєток Обермаліау — 26 січня 1861, Вісбаден) — німецький офіцер інженерних військ, генерал-майор запасу Прусської армії.

## Біографія
Представник знатного сілезького роду. Син першого лейтенанта у відставці і власника маєтку Обермаліау Ганса Фрідріха фон Утманна (1749–1804) та його дружини Йоганни Фрідеріки Софі, уродженої фон Ферентайль унд Группенберг (1752–1808).
26 травня 1802 року приєднався до піхотного полку «фон Мальшіцкі» Прусської армії в якості єфрейт-капрала. Він був підвищений до фенріха на початку квітня 1805 року, брав участь у битві при Ауерштедті під час війни четвертої коаліції і у відступі до Магдебурга. Після нетривалого перебування в полоні 4 листопада 1807 року приєднався до 2-го Сілезького піхотного полку. У середині грудня 1809 року звільнений в запас у званні другого лейтенанта.
19 травня 1812 року повернувся до армії і був зарахований до Інженерного корпусу. Під час Визвольної війни брав участь в облогах Ерфурта, Мобежа, Ландресі, Філіппвілля, Рокруа, Живе та обороні Вітрі. Він брав участь у битвах при Бауцені, Дрездені та Лейпцигу, також бився у боях при Діппольдісвальді, Ноллендорфі, Етожі, Жанвіллі та Намюрі. 3 червня 1814 року він став першим лейтенантом і командиром 7-ї польової інженерної роти.
20 квітня 1816 року він був підвищений до капітана другого класу та призначений інженерним офіцером бази Тьйонвіль. Він служив на аналогічній посаді з 1 квітня 1817 року по 2 лютого 1818 року у Швайдніці, а потім у Кельні. Там він був підвищений до капітана першого класу у 3-й Інженерній інспекції у середині вересня 1918 року. 27 квітня 1822 року він став інженерним офіцером у Міндені, і на цій посаді 25 червня 1829 року був підвищений до майора. 21 грудня 1837 року призначений інспектором 1-ї Рейнської інженерної інспекції. Він був підвищений до оберстлейтенанта наприкінці березня 1840 року і 31 березня 1842 року приєднався до 3-ї інжнерної інспекції як інспектор. 7 квітня 1842 року він був підвищений до оберста. 26 листопада 1843 року він приєднався до 6-ї фортечної інспекції як інспектор. 13 березня 1847 року отримав звання генерал-майора запасу і вийшов у відставку.

## Сім'я
28 листопада 1819 року одружився з Кароліною Аделаїдою Рабе (1799–1857). В пари народились 6 дітей:
- Йоганна Августа Текла (1820)
- Максиміліан (1822–1885) — власник маєтків Обермаліау та Клішен.
- Йоганн (1824–1897) — генерал-майор Прусської армії.
- Анна (1826)
- Густав Карл Ганс (1829) — майор Прусської армії.
- Йоганна Августа Елізабет (1838)

## Нагороди
- Залізний хрест
  - 2-го класу (1813)
  - 1-го класу (1815)
- Хрест «За вислугу років» (Пруссія) (25 років)
- Орден Червоного орла 3-го ступеня з бантом (11 жовтня 1842)